# 축소화
수리물리학에서 축소화(縮小化, 영어: compactification)는 어떤 물리 이론을 유클리드 공간 대신 기본군이 자명하지 않은 (즉 일부 차원이 "말려" 있는) 시공에 정의하는 것을 일컫는다. 이론을 축소화하면 칼루차-클라인 이론과 같은 효과에 의하여, 축소화되지 않은 차원의 유효 이론에 무한한 수의 새 장이 나타나게 되며, 축소된 차원의 대칭에 따라 새 게이지 대칭이 나타날 수도 있다. 또한, 끈 이론 따위에서는 축소화한 차원의 위상학적 성질에 따라서 나타나는 장의 성질이 달라진다.

## 끈 이론과 칼라비-야우 다양체
초끈 이론은 10차원에서, M이론은 11차원에서 존재하므로, 우리가 관측하는 4차원의 물리를 얻으려면 10(11)차원을 4차원으로 축소하여야 한다. 대개 이는 {\displaystyle \mathbb {R} ^{4}\times K}와 같은 꼴의 곱공간이라는 가설 풀이를 쓴다. 여기에, 4차원에 초대칭이 하나 남아 있다고 가정하자. (이를 가정하지 않으면 운동 방정식을 손으로 풀어야 하는데, 이는 몹시 어렵다.) 또한, 비틀림이 없다고 가정하자. (여기서 "비틀림"이란 2차 미분 형식 캘브-라몽 장 {\displaystyle B_{2}}의 3차 미분 형식 장세기 {\displaystyle H_{3}}을 일컫는다.) 이 경우, 초대칭을 나타내는 평행(parallel, covariantly constant) 바일 스피너장(킬링 스피너, Killing spinor)이 존재하여야 하는데, 이는 축소하는 내부공간 {\displaystyle K}가 (복소 3차원) 칼라비-야우 다양체일 때에만 가능하다. 즉 내부공간은 초대칭에 의하여 자연스럽게 복소 구조 및 켈러 구조를 지니고, 또한 그 계량 텐서는 리치 곡률이 0이다.
이 경우, 칼루차-클라인 이론에 의하여 나타나는 추가 공간은 내부공간에서 복소 미분 형식을 이룬다. 복소 형식의 무질량 모드는 라플라스 방정식을 만족하므로, 조화 형식을 이룬다. {\displaystyle (p,q)}-조화 형식은 호지 이론에 의하여 그 돌보 코호몰로지 {\displaystyle H^{p,q}}에 대응하며, 따라서 특정 형식의 무질량 모드의 수는 돌보 코호몰로지의 차원, 즉 호지 수 {\displaystyle h^{p,q}}와 같다. 호지 수는 위상적으로 결정되므로, 내부공간의 호지 수를 알면 (계량형식 등을 몰라도) 4차원에서 등장하는 무질량 입자의 스펙트럼을 알 수 있다. 이렇게 하여 얻는 해는 대개 실제 관측되지 않는 무질량 스칼라(모듈러스)를 포함한다. 이를 모듈러스 안정화(영어: stabilization of moduli) 문제라고 부른다.

### II종 끈 이론의 축소화
II종 끈 이론을 3차원 칼라비-야우 다양체에 축소화한다고 하자. 이 칼라비-야우 다양체는 호지 수 {\displaystyle h^{1,1}}과 {\displaystyle h^{2,1}}에 의하여 나타내어진다. 이 경우, 물질을 포함하는 4차원 {\displaystyle {\mathcal {N}}=2} 초중력을 얻는데, 이 이론에서 게이지 및 물질 초다중항은 다음과 같다.
- IIA종 이론의 경우, {\displaystyle h^{1,1}}개의 (아벨 게이지 군) 벡터 초다중항과 {\displaystyle h^{2,1}+1}개의 하이퍼 초다중항을 포함한다.
- IIB종 이론의 경우, {\displaystyle h^{2,1}}개의 벡터 초다중항과 {\displaystyle h^{1,1}+1}개의 하이퍼 초다중항을 포함한다.

즉, 이 두 이론은 호지 수가 서로 "반대"임을 알 수 있다. 이는 거울 대칭을 사용하여 설명할 수 있다.

## 다발 축소화
만약 비틀림이 없다는 가정을 생략하면, 다발 축소화(영어: flux compactification)이라고 불리는 4차원 진공을 얻는다. 이러한 경우에는 모듈러스를 안정화시키는 것이 더 용이할 때가 많다.

## F이론
F이론은 II종 초끈 이론의 축소화를 나타내는 이론이다. 이 경우, F이론은 12차원에 존재하므로, 8차원 (복소 4차원) 칼라비-야우 다양체에 축소화하게 된다. 끈 이론의 진공들(string landscape, 끈 풍경)의 대부분은 F이론 축소화들로 이루어진다.

## 같이 보기
- 차원 축소 (물리학)